# Із’янка
Із’янка (рос. Изъянка) — присілок в Воскресенському районі Нижньогородської області Російської Федерації.
Населення становить 63 особи. Входить до складу муніципального утворення Воздвиженська сільрада.

## Історія
Від 2009 року входить до складу муніципального утворення Воздвиженська сільрада.

## Населення
| 1999 | 2002 | 2010 |
| ---- | ---- | ---- |
| 128  | ↘105 | ↘63  |